# Martin Dreyling
Martin Heinz Dreyling (* 1961 in Wuppertal) ist ein deutscher Hämatologe und Onkologe und Professor an der Ludwig-Maximilians-Universität München.

## Leben
Dreyling studierte Humanmedizin an der Heinrich-Heine-Universität Düsseldorf, der Justus-Liebig-Universität Gießen, der Eberhard Karls Universität Tübingen und der Julius-Maximilians-Universität Würzburg. Nach dem Abschluss des medizinischen Staatsexamens erlangte er 1987 die Approbation und begann 1988 seine Assistenzarztzeit am Universitätsklinikum Bonn. 1990 promovierte er zum Thema „Untersuchungen zur Gültigkeit indirekter klinischer Parameter des myokardialen Sauerstoff-Verbrauchs bei normaler und pathologischer Ventrikelfunktion“. Im selben Jahr wechselte er nach Münster und war dort zunächst am Clemenshospital, anschließend am Universitätsklinikum tätig. Danach unternahm er von 1992 bis 1995 einen Forschungsaufenthalt im Bereich Hämatologie und Onkologie der University of Chicago in den USA. Anschließend kehrte er nach Deutschland zurück und vollendete seine Assistenzarztzeit am Universitätsklinikum Göttingen und am Klinikum der Ludwig-Maximilians-Universität München, wo er 1998 seine Facharztprüfung absolvierte. 2001 habilitierte er zum Thema „Molekulargenetische und funktionelle Charakterisierung der Tumor-Suppressor-Region der chromosomalen Bande 9p21 in hämatologischen Zelllinien und Lymphomen und Leukämien“ und wurde ein Jahr später zum Oberarzt ernannt. Im Oktober 2007 erhielt er den Ruf auf die W2-Professur „Immuntherapie und Molekularbiologie“ des Klinikums der Ludwig-Maximilians-Universität in München.

## Wirken
Der klinische Forschungsschwerpunkt von Dreyling liegt auf der Entwicklung und Anwendung von neuen Therapieansätzen für Patienten mit hämatologischen oder onkologischen Erkrankungen, hierunter insbesondere maligne Lymphome wie die chronische lymphatische Leukämie oder das Mantelzelllymphom. In seiner experimentellen Forschungsarbeit beschäftigt Dreyling sich mit der Charakterisierung von molekulargenetischen Veränderungen im Rahmen der Entstehung von malignen Lymphomen. Im Sinne der translationalen Medizin ist hierbei auch die Umsetzung von experimentellen Ergebnissen in klinische Anwendungen vorgesehen. Dreyling ist Mitglied verschiedener medizinischer Fachgesellschaften und sitzt unter anderem im Beirat der Deutschen Gesellschaft für Hämatologie und Medizinische Onkologie (DGHO).